# وون کره جنوبی (۱۹۵۳–۱۹۴۵)
وون کره جنوبی (۱۹۵۳–۱۹۴۵) (به زبان بومی: 대한민국 원) نخستین یکای پول رایج در کشور کره جنوبی بود که از ۱۵ آگوست ۱۹۴۵ تا ۱۵ فوریه ۱۹۵۳ مورد استفاده بود. مسئولیت کنترل این واحد پولی برعهدهٔ بانک Joseon (۱۹۴۵-۱۹۵۰) قرار داشت.